# Fonction liouvillienne
En mathématiques, et plus précisément en analyse, les fonctions liouvilliennes sont un ensemble de fonctions plus générales que les fonctions élémentaires, obtenues à partir de celles-ci en itérant l'opération d'antidérivation. Elles ont été introduites par Joseph Liouville dans une série d'articles entre 1833 et 1841.

## Définition
Partant de l'ensemble {\displaystyle F_{0}} des fonctions élémentaires (fonctions à valeurs complexes d'une variable réelle) on construit successivement des ensembles {\displaystyle F_{n}} (avec {\displaystyle n\in \mathbb {N} }) en appelant {\displaystyle I_{n}} l'ensemble des primitives de {\displaystyle F_{n}}, puis en appliquant à {\displaystyle F_{n}\cup I_{n}} les opérations définissant les fonctions élémentaires (clôture algébrique et clôture par composition), obtenant  {\displaystyle F_{n+1}} ; les fonctions liouvilliennes sont celles appartenant à la réunion des {\displaystyle F_{n}}.
Plus généralement, on peut prendre comme corps de base un corps différentiel {\displaystyle K} quelconque (la définition précédente prend pour {\displaystyle K} le corps {\displaystyle \mathbb {C} (X)} des fractions rationnelles à coefficients complexes), et en introduisant à chaque étape de la construction de nouvelles fonctions « primitives » des précédentes ({\displaystyle g} est une primitive de {\displaystyle f} si {\displaystyle \partial g=f}, où {\displaystyle \partial } est l'opérateur de dérivation) ; la théorie algébrique correspondante, appelée algèbre différentielle (en), permet en particulier de démontrer que certaines fonctions ne sont pas liouvilliennes, en généralisant le théorème analogue sur les primitives de fonctions élémentaires.

## Exemples
Par définition, toutes les fonctions élémentaires et leurs primitives sont liouvilliennes, en particulier les fonctions spéciales Si (sinus intégral) et Li (logarithme intégral) ou encore la fonction d'erreur {\displaystyle \mathrm {erf} (x)={\frac {2}{\sqrt {\pi }}}\int _{0}^{x}e^{-t^{2}}\,dt}.
On voit facilement par récurrence que toutes les fonctions liouvilliennes sont solutions d'équations différentielles algébriques (en), mais la réciproque est fausse : en dehors de quelques cas particuliers, les fonctions de Bessel et les fonctions hypergéométriques ne sont pas liouvilliennes. A fortiori, les fonctions hypertranscendantes, comme la fonction gamma (c'est le théorème de Hölder) ou la fonction zêta, ne sont pas liouvilliennes.